# 迪斯可舞廳 (歌曲)
迪斯可舞廳是立陶宛流行搖滾樂團羅普合唱團的歌曲，由伊爾卡·維爾塔寧（Ilkka Wirtanen）、卡勒·林德羅特、萊斯瓦納斯·埃諾瓦斯（Laisvūnas Černovas）、曼塔斯·巴尼奧斯卡斯（Mantas Banišauskas）、羅伯塔斯·巴拉納斯卡斯（Robertas Baranauskas）、維多塔斯·瓦利烏克維丘斯（Vaidotas Valiukevičius）共同創作，是芬蘭華納音樂於2021年1月21日推出的單曲。
由於2020年歐洲歌唱大賽受到2019冠状病毒病疫情影響取消，羅普合唱團決定再次參賽，他們以迪斯可舞廳一曲參加全國大賽《再試一次 2021》並獲得冠軍，成功代表立陶宛參與2021年在荷兰鹿特丹舉辦的2021年欧洲歌唱大赛。最終，迪斯可舞廳以220獲得比賽第8名，這是立陶宛繼2006年來最好的成績。歌曲普遍獲得評論讚譽，大多稱讚歌曲的舞感十足，且擁有完美的舞蹈設計，服裝設計亦受到評論青睞。

## 製作
迪斯可舞廳是首以F小調創作的銳舞歌曲，時長3分1秒，每分鐘115拍。歌曲由伊爾卡·維爾塔寧（Ilkka Wirtanen）、卡勒·林德羅特、萊斯瓦納斯·埃諾瓦斯（Laisvūnas Černovas）、曼塔斯·巴尼奧斯卡斯（Mantas Banišauskas）、羅伯塔斯·巴拉納斯卡斯（Robertas Baranauskas）、維多塔斯·瓦利烏克維丘斯（Vaidotas Valiukevičius）共同創作。

## 歐洲歌唱大賽
和往常一樣，立陶宛國家廣播電視台每年皆會舉辦《再試一次》（„Pabandom iš naujo!“）選出立陶宛代表。由於2020年歐洲歌唱大賽受到2019冠状病毒病疫情影響取消，羅普合唱團去年沒能順利參賽，於是今年羅普合唱團再度參賽，身為去年的冠軍，羅普合唱團直接晉級決賽。《再試一次 2021》決賽於2021年2月6日舉行，羅普合唱團以評審得分84分，觀眾得分74,512分再次奪冠，成為2021年歐洲歌唱大賽立陶宛代表。
經過「半決賽分配抽籤」，迪斯可舞廳被安排在5月18日的第一場半決賽（Semi-final 1）。舞台上，羅普合唱團和伴舞皆穿著由MK Drama Queen設計的黃色服裝表演，編舞還包含一段象徵欧洲歌唱大赛的複雜手舞。澳大利亚广播公司表示整體而言，羅普合唱團的演出相當簡單，但簡潔的配色方案讓古怪的舞蹈動作大放異彩。《纽约时报》則評價墊肩、連身衣和女學生的百褶裙都讓人聯想起早期的MTV。為了照顧聽覺功能障礙者和言語功能障礙者，主辦單位為每個選手準備的手語翻譯，手語翻譯員米利埃姆·斯托克（Mirjam Stolk）的精采翻譯亦獲得不少好評。
在第一場半決賽，羅普合唱團以203分的成績獲得第4名，成功晉升決賽。在5月22日的决赛中，羅普合唱團以評審得分55分，觀眾得分165分，合計得分220分位列第八名。這是繼2006年，立陶宛獲得最好的名次。

## 專業評價
歌曲廣泛獲得好評，尤其是舞蹈方面。評選為歷年來最瘋狂且印象深刻的演出之一。Wiwibloggs根據內部評審團評價給予歌曲7.89/10，評審團稱讚羅普合唱團不管是外觀還是動作都令人驚艷，這首歌曲不僅吸引人還令人上癮。CNET的科琳娜·赖歇特（Corinne Reichert）給予歌曲4/5分，她表示雖然羅普合唱團的服裝奇怪，舞蹈也不是很好，但她卻出乎意料地喜歡這首歌。
popbitch很高興立陶宛沒有追隨瑞典的腳步，而是派出這首令人發狂跳舞的東歐銳舞歌曲。《明鏡》將本作形容為獨自在家跳舞的國歌，和去年作品一樣，迪斯可舞廳同樣有著像個埃及人般走路般的跳舞引子，大家可以在隔離期間，練習怎麼跳迪斯可舞廳。《每日电讯报》和全国公共广播电台都覺得演出魅力十足，儘管歌曲很簡單，看起來也很怪，但卻讓人難以抗拒。

## 排行和銷量認證
| 榜单（2021年）                           | 最高排名 |
| ---------------------------------------- | -------- |
| 比利时佛兰德（Ultratop榜外單曲榜）       | 4        |
| 芬蘭（芬蘭官方單曲榜）                   | 19       |
| 希臘（國際唱片業協會希臘分會國際單曲榜） | 42       |
| 冰島（Plötutíðindi）                     | 23       |
| 立陶宛（AGATA）                          | 1        |
| 荷蘭（荷蘭百大單曲榜）                   | 49       |
| 瑞典（瑞典最熱榜）                       | 39       |
| 英國（官方榜单公司下載榜）               | 35       |
| 英國（官方榜單公司獨立榜）               | 27       |

| 國家或地區              | 認證 | 認證單位/銷量 |
| ----------------------- | ---- | ------------- |
| 立陶宛（AGATA）         | 白金 | 4,000,000†    |
| †僅含認證的串流媒體銷量 |      |               |